# 硯の魂

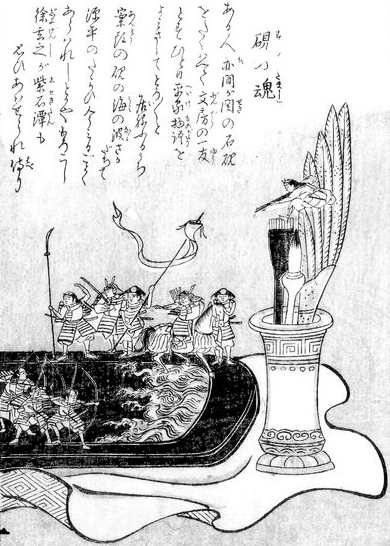
鳥山石燕『今昔百鬼拾遺』より「硯の魂」

硯の魂（すずりのたましい）は鳥山石燕の妖怪画集『今昔百鬼拾遺』にある妖怪。硯の精（すずりのせい）とも呼称される。
墨をするための道具である硯（すずり）の上に小さな武士たちが描かれており、以下の解説文が添えられている。
赤間ヶ関産の石硯を文具として愛用していた者が、『平家物語』を読みながらまどろんでいると、硯の中に海が現れ、やがて源平の合戦のような様子になったという意味である。これは、徐玄之（じょ げんし）が夜中に読書をしている最中に粟や米ひと粒大の甲冑をつけた数百の人物を案（つくえ）や硯の上に見たという説話をもとにしたものであるとも見られる。徐玄之の説話は『異聞実録』などに記載されている。
赤間ヶ関（山口県下関市）は源平合戦における平家の終焉の地であり、かつて下関での壇ノ浦の戦いで滅びた平家の怨霊が硯に宿ったものであるなどと推察されている。硯は赤間ヶ関の名産品であるとともに、平清盛が宋からり賜った硯「松陰」を平重盛が法然の手に帰したという逸話があることから、平家一門との関連も深い。
昭和・平成以降の妖怪関連の文献では、この硯を使うと素晴らしい字が書けるようになるという解説、あるいは、これを使用していると硯の中から海の波音や激しい合戦の音が聞こえてきたり人の声や『平家物語』の語りが聞こえてくるという解説がされることもある。また付喪神（器物が変化して生まれた妖怪）の一つであるとする解釈も見られる。